# Глебов-Авилов, Николай Павлович
Никола́й Па́влович Гле́бов-Ави́лов (11 [23] октября 1887, Калуга — 13 марта 1937) — российский революционер, член Учредительного собрания, советский государственный деятель, первый директор завода Ростсельмаш, первый народный комиссар почт и телеграфов (1917).

## Биография
Родился в Калуге. С 1899 года работал там в типографии.
В 1904 году присоединился к РСДРП. Во время Первой русской революции ведет революционную деятельность в Калуге, Москве и на Урале. Подвергался репрессиям и был сослан.
В 1917 году бежал и принял активное участие в Февральской революции. Избран в Исполнительную комиссию ПК РСДРП(б) и Центральное бюро профсоюзов Петрограда.
В конце марта 1917 года избран членом Исполнительной комиссии Центрального бюро петроградских профессиональный союзов и вскоре также — секретарем органа ЦБ «Вестник профессиональных союзов». Входил в Центральный Совет фабзавкомов, избранный на первой конференции фабзавкомов Петрограда. По большевистскому списку прошёл в гласные Петроградской городской думы и состоял членом бюро думской фракции большевиков.
На VII (Апрельской) Всероссийской конференции РСДРП(б) — кандидат в члены ЦК РСДРП.
Участвовал в формировании отрядов Красной гвардии. Нарком почт и телеграфов в первом послереволюционном СНК и член Президиума ВЦСПС.
На втором всероссийском съезде Советов был выбран в состав первого Совета народных комиссаров наркомом почт и телеграфов, после передачи комиссариата левым эсерам был помощником директора Государственного банка. Был выбран в Учредительное собрание по Калужскому избирательному округу. В 1-й половине 1918 года работал на юге как партийный работник; в мае 1918 года назначен комиссаром Черноморского флота, причём на него была возложена задача провести в жизнь постановление правительства о потоплении флота. 
Делегатское собрание флота, ознакомленное с немецким ультиматумом, решило флот затопить и утвердить это решение лишь только после референдума всех судовых команд, поэтому в 8 часов вечера делегаты разъехались по кораблям, где команды были срочно собраны. В 12 часов ночи вновь собрались и выяснилось, что подавляющее большинство команды настаивает на том, чтобы в Севастополь не идти, флот не топить, а в случае наступления немцев сражаться и только при явной невозможности отстоять флот, его затопить. Комиссар флота Н. П. Глебов-Авилов, убеждая прийти к решению потопить флот, сообщил, что своевременно будет центральным правительством РСФСР дана радиограмма, ввиду дипломатических соображений, с приказанием идти в Севастополь, но зная по опыту, что гарантиям Германии верить нельзя, и что по окончании войны флот России возвращен не будет, приказывает флот топить и это радио за приказ не числить.
В дальнейшем работал как член президиума и секретарь ВЦСПС, председатель Черниговского ревкома, нарком труда Украины. В 1922 году работал в Центральном райкоме г. Петрограда, на XVII Петроградск. партконференции в сентябре 1922 года избран членом Губкома и затем назначен ответственным редактором «Красной Газеты».
С 1923 года до января 1926 года — председатель Петроградского (Ленинградского) губернского совета профсоюзов и одновременно председатель Севзапоблбюро ВЦСПС; член Губкома партии и президиума Губисполкома, член президиума ВЦСПС. После XIII партсъезда был кандидатом в члены ЦК РКП(б) (1924—1925). В период XIV партсъезда являлся одним из руководителей ленинградской оппозиции, в связи с чем был снят с поста председателя Ленинградского Губпрофсовета. Состоял с 1926 года советником полпредства СССР в Италии.
С 1928 года руководил Сельмашстроем. С 1929 по 1936 год — первый директор ростовского завода сельхозмашин Ростсельмаш. Член ЦИК СССР.
26 января—10 февраля 1934 года делегат XVII съезда ВКП(б) с решающим голосом.
19 сентября 1936 года арестован по обвинению в террористической деятельности. 12 марта 1937 году Военной коллегией Верховного суда СССР приговорен к расстрелу по обвинению в участии в контрреволюционной террористической организации. Приговор приведён в исполнение 13 марта 1937 года .Однако по другим данным он умер в 1942 году. В 1956 году посмертно реабилитирован.